# NGC 171
NGC 171 је спирална галаксија у сазвежђу Кит која се налази на NGC листи објеката дубоког неба.
Деклинација објекта је - 19° 56' 4" а ректасцензија 0h 37m 21,5s. Привидна величина (магнитуда) објекта NGC 171 износи 12,2 а фотографска магнитуда 13,0. NGC 171 је још познат и под ознакама NGC 175, ESO 540-6, MCG -3-2-24, VV 791A, IRAS 00348-2012, PGC 2232.